# Johannes Anthonie de Visser
Johannes Anthonie de Visser (Leusden, 28 april 1883 – Arnhem, 28 augustus 1950) was een zoon van CHU-voorman Johannes Theodoor de Visser, en in Colijns kortstondige vijfde kabinet minister van Justitie voor de CHU. Verder vervulde De Visser belangrijke gerechtelijke functies en was hij tijdens de Tweede Wereldoorlog raadsheer in de Hoge Raad. De Visser was gehuwd met Alida Wilhelmina Mutters.

## Loopbaan
- adjunct-commies ministerie van Koloniën, van 1909 tot 1910
- griffier kantongerecht te Schoonhoven, van 4 juni 1910 tot december 1912
- ambtenaar Openbaar Ministerie te Assen, van 10 december 1912 tot 25 januari 1915
- ambtenaar Openbaar Ministerie, kantongerecht te Amsterdam, van 25 januari 1915 tot 15 mei 1919
- substituut-Officier van Justitie te Assen, van 15 mei 1919 tot 4 augustus 1920
- substituut-Officier van Justitie te Rotterdam, van 4 augustus 1920 tot 1 december 1930
- lid gemeenteraad van Rotterdam, van 4 april 1923 tot 27 maart 1931
- lid Provinciale Staten van Zuid-Holland, van 5 juli 1927 tot 10 december 1935
- tijdelijk wethouder (van algemene zaken) van Rotterdam
- advocaat-generaal Gerechtshof te 's-Gravenhage, van 1 december 1930 tot 25 november 1935
- lid gemeenteraad van 's-Gravenhage, van 23 september 1935 tot 25 december 1935
- procureur-generaal Gerechtshof te Arnhem, van 25 november 1935 tot 25 juli 1939
- minister van Justitie, van 25 juli 1939 tot 10 augustus 1939
- procureur-generaal Gerechtshof van Arnhem, van 1939 tot 1 september 1941
- raadsheer Hoge Raad der Nederlanden, van 1 september 1941 tot 16 november 1945
- procureur-generaal Gerechtshof te Arnhem, van 16 november 1945 tot 1 mei 1949

## Partijpolitieke functies
- voorzitter CHU kieskring Rotterdam
- fractievoorzitter CHU Gemeenteraad van Rotterdam

## Nevenfuncties
- regent Gereformeerd Burgerweeshuis te Rotterdam, van 1921 tot 1930
- voorzitter Commissie als bedoeld in art. 27 van het Dienstreglement Rijkswaterstaat en Zuiderzeewerken 1931, omstreeks 1938
- lid Staatscommissie inzake de vreemdelingenwet

## Opleiding
- lager onderwijs te Rotterdam
- gymnasium te Amsterdam
- gymnasium te Tiel
- rechtswetenschap (gepromoveerd op stellingen) Rijksuniversiteit te Utrecht, van 1904 tot 18 maart 1909

## Woonplaats
- Amsterdam, tot 24 augustus 1909
- 's-Gravenhage, van 24 augustus 1909 tot 25 juni 1910
- Schoonhoven, vanaf 25 juni 1910
- Rotterdam, tot 27 maart 1931
- 's-Gravenhage, Zuidwerfplein 15, van 27 maart 1931 tot 20 februari 1936
- Arnhem, Huygenslaan 41, vanaf 20 februari 1936

## Ridderorden
Ridder in de Orde van de Nederlandse Leeuw, 29 september 1938